# 錆びたナイフ
『錆びたナイフ』（さびたナイフ）は、1957年に発表された石原裕次郎の楽曲および、1958年に公開された、石原主演で同曲を主題歌とした同名の日本映画。

## 楽曲
1957年8月発売のシングル「何とか言えよ」（テイチク SP:C-4111、シングルビニル盤:NS-28）のB面曲である。作詞：萩原四朗、作曲：上原賢六、編曲：福島正二。後述の映画主題歌になったことから、シングル盤は184万枚を売り上げる大ヒットとなった。歌詞は石川啄木の短歌に影響を受けたものである。

## 映画
『錆びたナイフ』（さびたナイフ）は、1958年に公開された日本のアクション映画。製作・配給：日活。監督：舛田利雄。
石原裕次郎の実兄・石原慎太郎による原作小説の映画化作品（裕次郎の主演を念頭に置いて書かれたものである）。

### あらすじ
舞台は西日本のある新興工業都市。検事の狩田はある殺人事件の容疑者として運輸会社の社長・勝又を召喚・尋問するが、勝又は証拠不十分で釈放され、事件は迷宮入りとなった。
数日後、5年前に死んだ市会議長の西田は自殺ではなく他殺だとの投書が狩田のもとに届く。投書の主は島原という男で、彼は目撃者として自分のほかに橘と寺田という2人の青年の名前を挙げていた。だが、島原はその後何者かに列車から突き落とされて死んでしまう。
一方、橘は自殺した恋人のために人を刺殺した前科があったが、出所後バーの支配人になっていた。同じ店では寺田がバーテンダーとして働いていた。
寺田は恋人の由利と一緒にいたところを勝又の手下に拉致され、金で口止めを強要される。
橘は西田の娘でアナウンサーの啓子が持ち込んだ街頭録音のテープを聞き、5年前の恋人の暴行事件は彼女がどこかの事務所に連れ込まれて集団で暴行されたものだと知る。
橘は寺田が勝又から金を受け取った事を知り、彼を責めるが、寺田は橘の恋人暴行事件の犯人は勝又とその子分たちだと言い放つ。やがて、橘と寺田は命を狙われ始める。だが、この事件の裏には、勝又の後ろでさらに糸を引く大物の存在があった。

### キャスト
- 橘行彦：石原裕次郎
- 西田啓子：北原三枝
- 狩田検事：安井昌二
- 由利：白木マリ
- 島原：宍戸錠
- 寺田誠：小林旭
- 間野慎吾：清水将夫
- 美容院店主：楠田薫
- 勝又清次：杉浦直樹
- 高石刑事：高原駿雄
- 加納刑事：河上信夫（河上喜史朗）
- 陽子：天路圭子
- 村松：相原巨典
- 間野明：弘松三郎
- 高田：柳瀬志郎
- 毒入りの饅頭を差し入れる刺客：山田禅二
- 勝又の子分：峰三平
- 岩本（勝又の子分）：深江章喜
- 勝又の子分：青木富夫
- 玉枝：渡のり子
- 亭主：黒田剛
- 間野の関係者：高野誠二郎
- 間野の関係者：井東柳晴
- 西田：小泉郁之助
- オシ：水木京一（水木京二）
- バーテン：三杉健
- 勝又の子分：木島一郎
- 間野の関係者：衣笠一夫（衣笠真寿雄）
- 勝又の子分：宮川敏彦、大須賀更生
- 記者：川村昌之
- ユキ：角田真喜子（南條マキ）

### スタッフ
- 監督：舛田利雄
- 原作：石原慎太郎
- 製作：水の江滝子
- 脚色：石原慎太郎、舛田利雄
- 撮影：高村倉太郎
- 照明：大西美津男
- 録音：橋本文雄
- 美術：松山崇
- 編集：辻井正則
- 助監督：河辺和夫
- 音楽：佐藤勝
- 主題歌：石原裕次郎「錆びたナイフ」